# Wolost Polangen

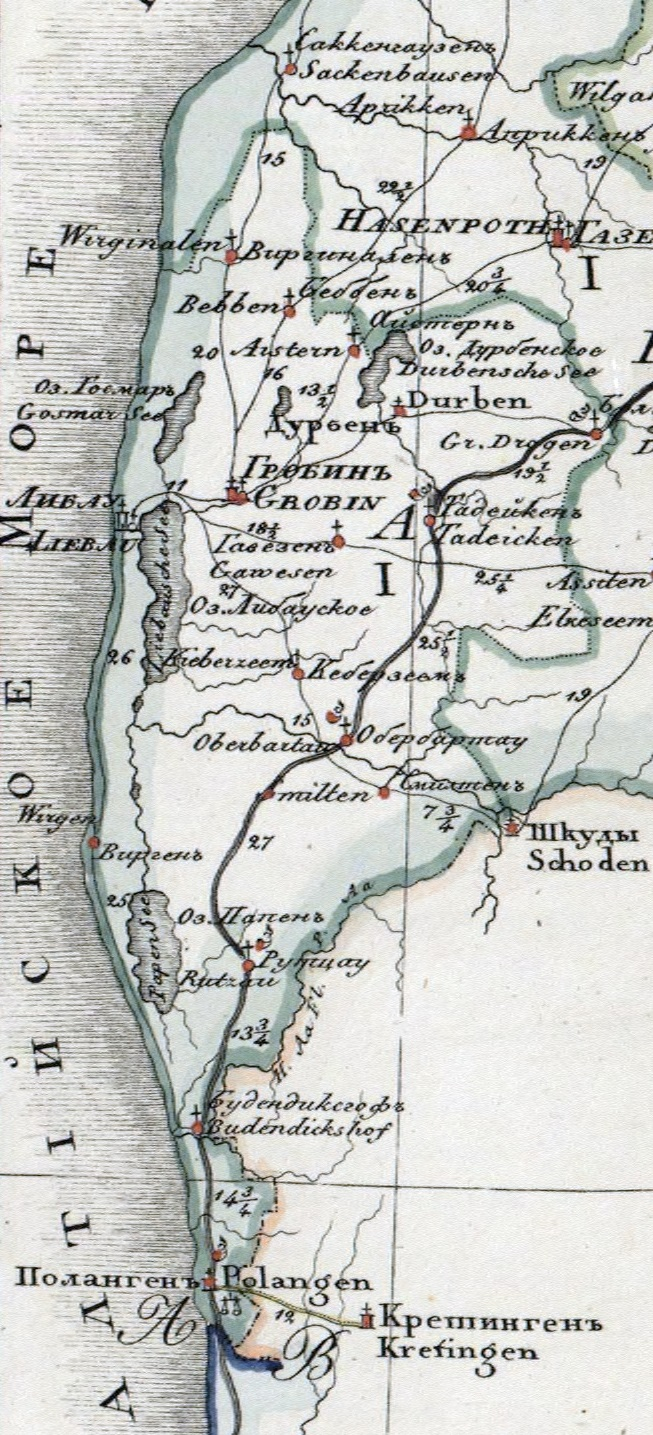
Kreis Grobin 1820

Die Wolost Polangen (russ. Полангенская волость, lit. Palangos valsčius, lett. Palangas pagasta) war eine  Verwaltungseinheit (Wolost) im Russischen Kaiserreich. Das Zentrum war Polangen, jetzt ein Ort in der Stadtgemeinde Palanga.

## Verwaltung
Das Gebiet gehörte als „Palangos valsčius“ zum Herzogtum Samogitien.
1819 wurde die Wolost Polangen durch ein Dekret des Zaren Alexander I. an das Gouvernement Kurland übergeben; dadurch grenzte das Gouvernement direkt an die Provinz Ostpreußen. Als Teil von Kurland gehörte die Wolost Polangen zum Kreis Grobin.
Laut Paul Anton Fedor Konstantin Possart in „Das Kaiserthum Russland“ wurde das Gebiet um Polangen 1819 vom „Gouvernement Wilna losgerissen“ und gelangte 1827 wieder an selbiges. Es wechselte 1819 vom Kreis Telschi zum Kreis Grobin. Das Gouvernement Kowno wurde erst 1843 gebildet, so dass das Gouvernement Wilna zu diesem Zeitpunkt bis Polangen reichte. Als Grund für den Übertrag an Kurland wurde „bequemere Verwaltung“ genannt.
Nach der Entstehung der baltischen Staaten wurde Palanga 1920 im Zuge eines Grenzausgleichs mit Lettland an Litauen zurückgegeben.
Am 28. September 1920 wurde der litauisch-lettische Grenzvertrag in Riga unterzeichnet. Am 21. März 1921 wurden Streifen von Palanga und Sventoji Litauen zugeordnet.
Während des Zweiten Weltkrieges gehörte das Gebiet zum Kreis Krottingen, Kreisgebiet Schaulen-Land, Generalbezirk Litauen.

### Karten

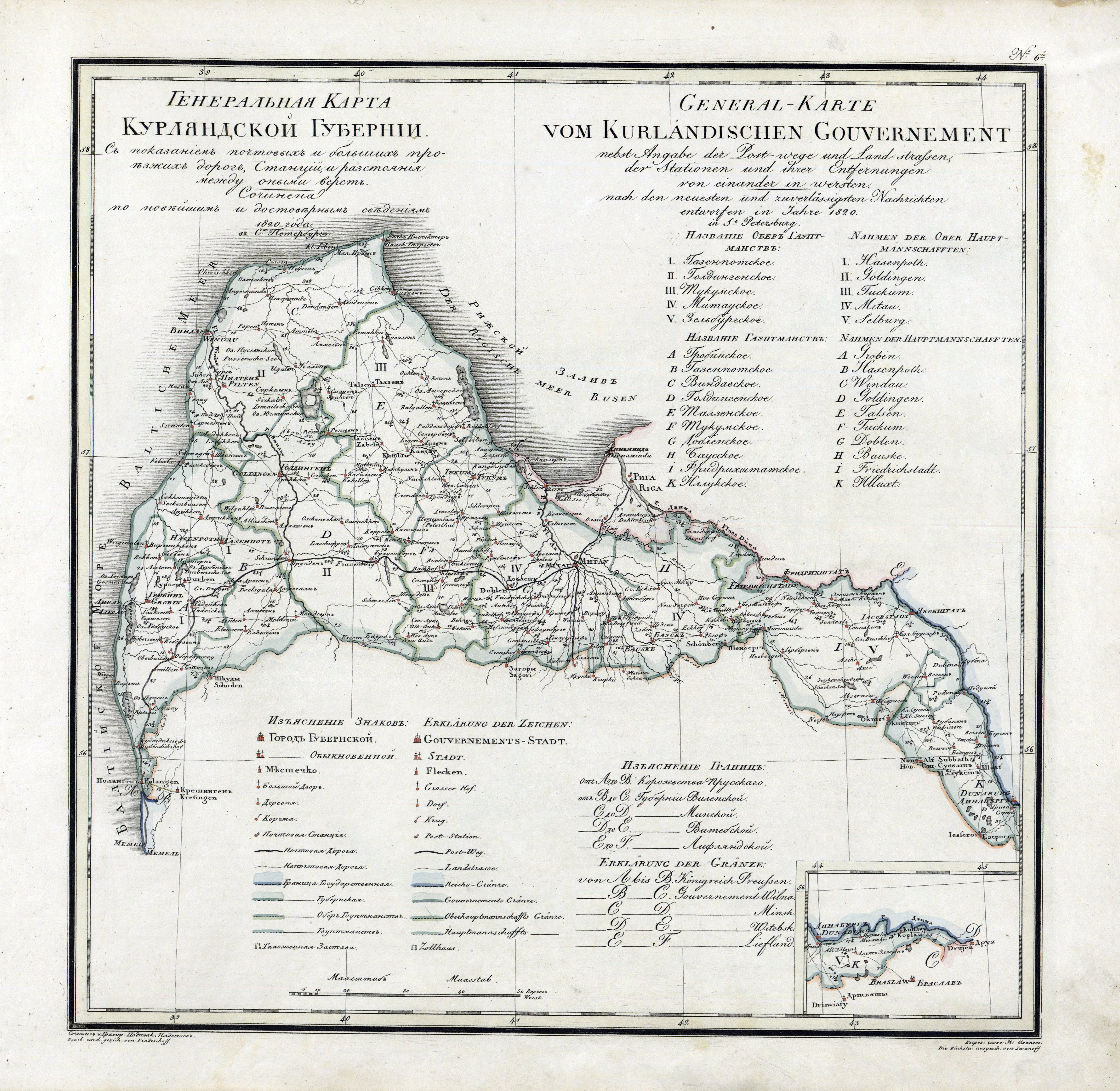
1820 Karte des Gouv. Kurland – Polangen in Kurland
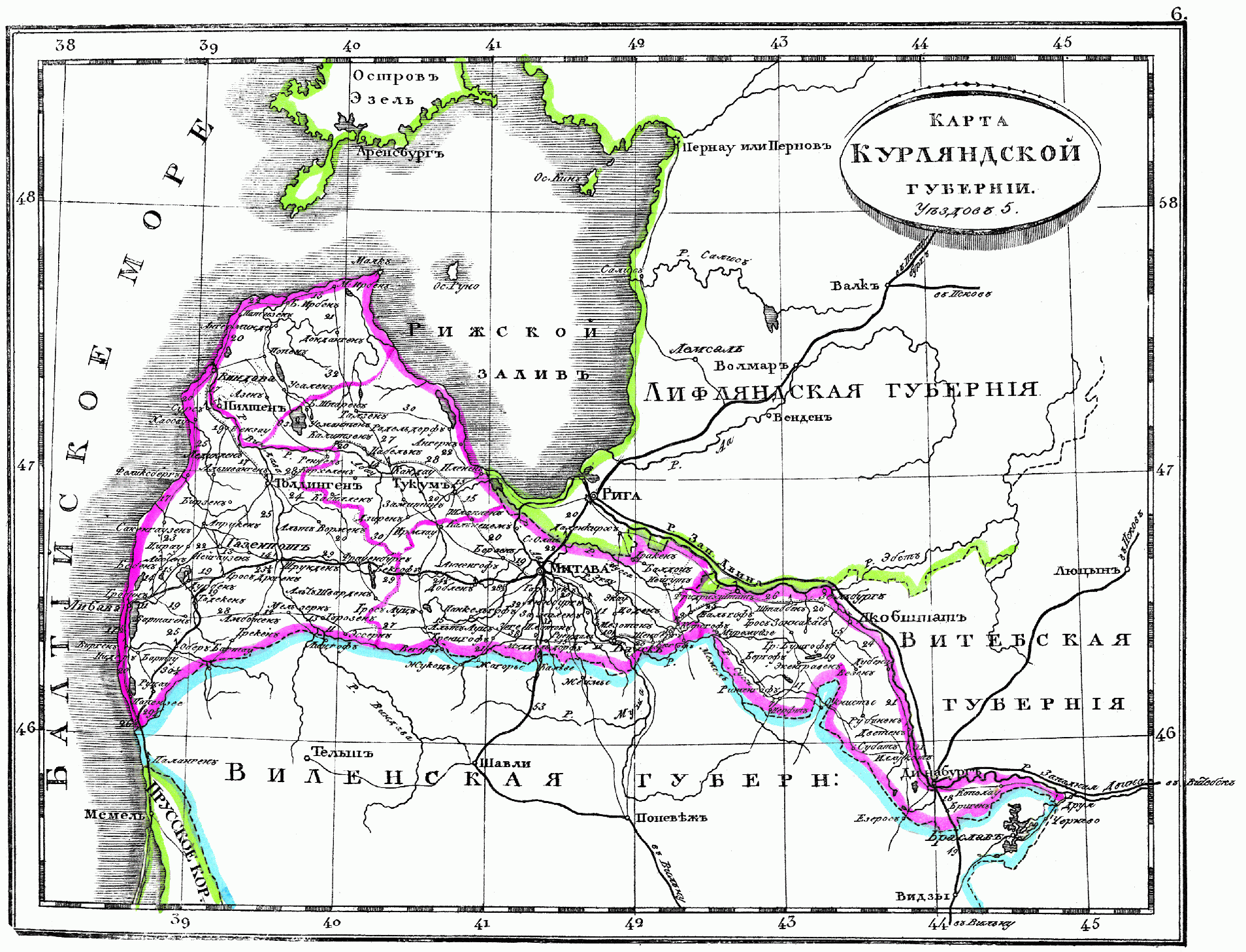
1835 Karte des Gouv. Kurland – Polangen nicht in Kurland
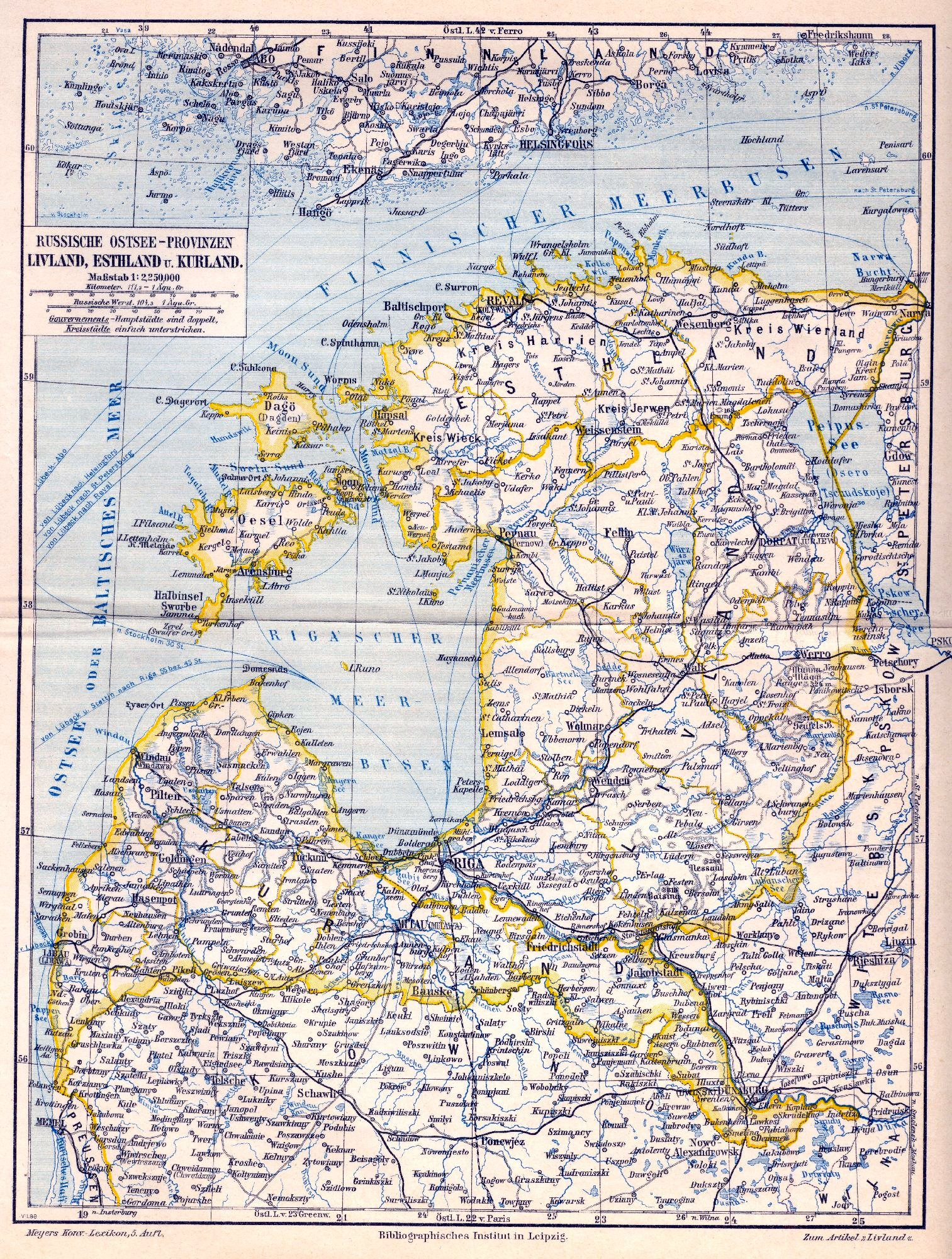
Karte der Ostseegouvernements, Meyers, Mitte 1890er – Polangen in Kurland
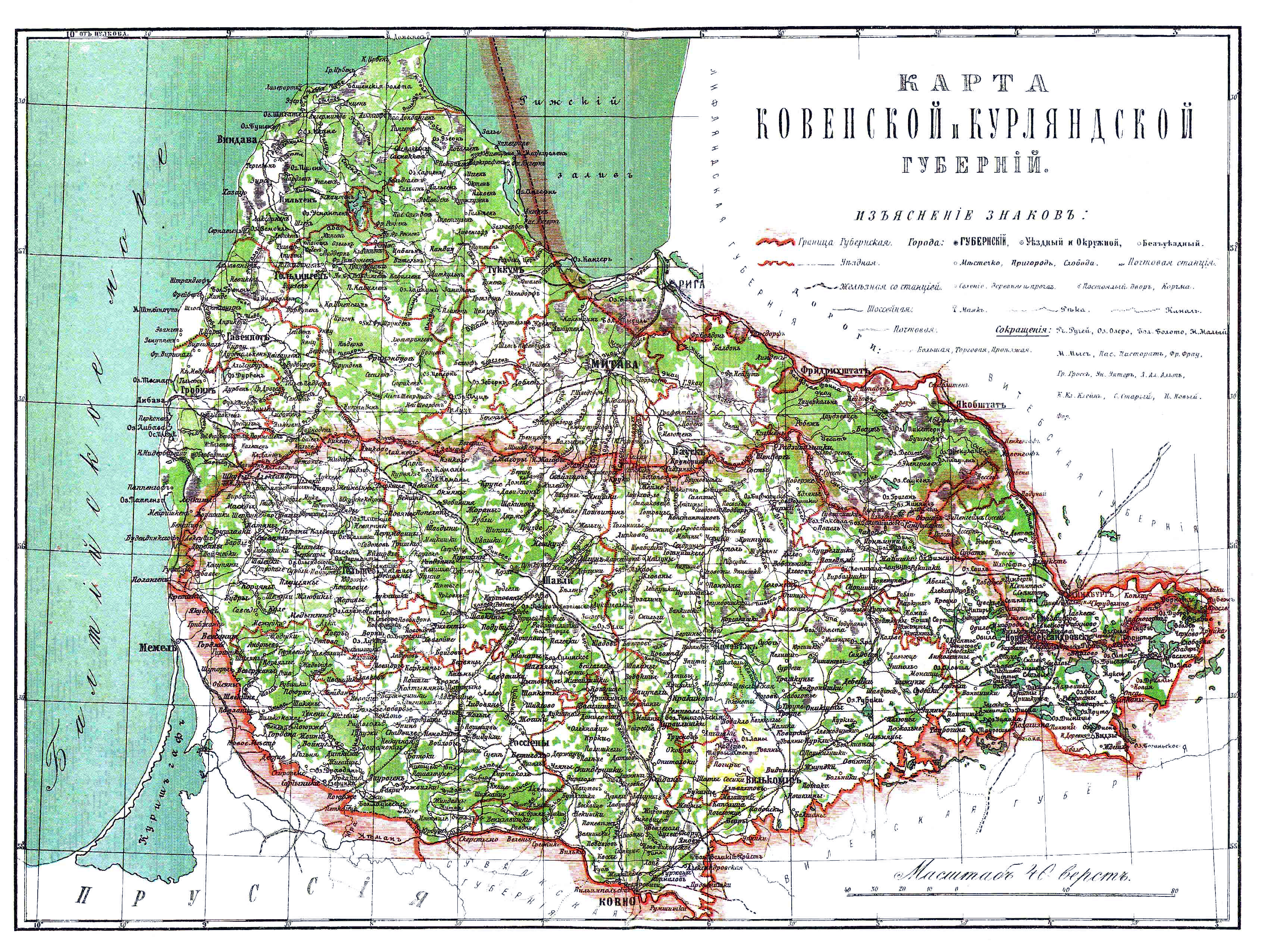
Karte der Gouv. Kurland und Kowno um 1900 – Polangen in Kurland
Karte des Gouv. Kowno und Umgebung 1876–1914 – Polangen in Kurland
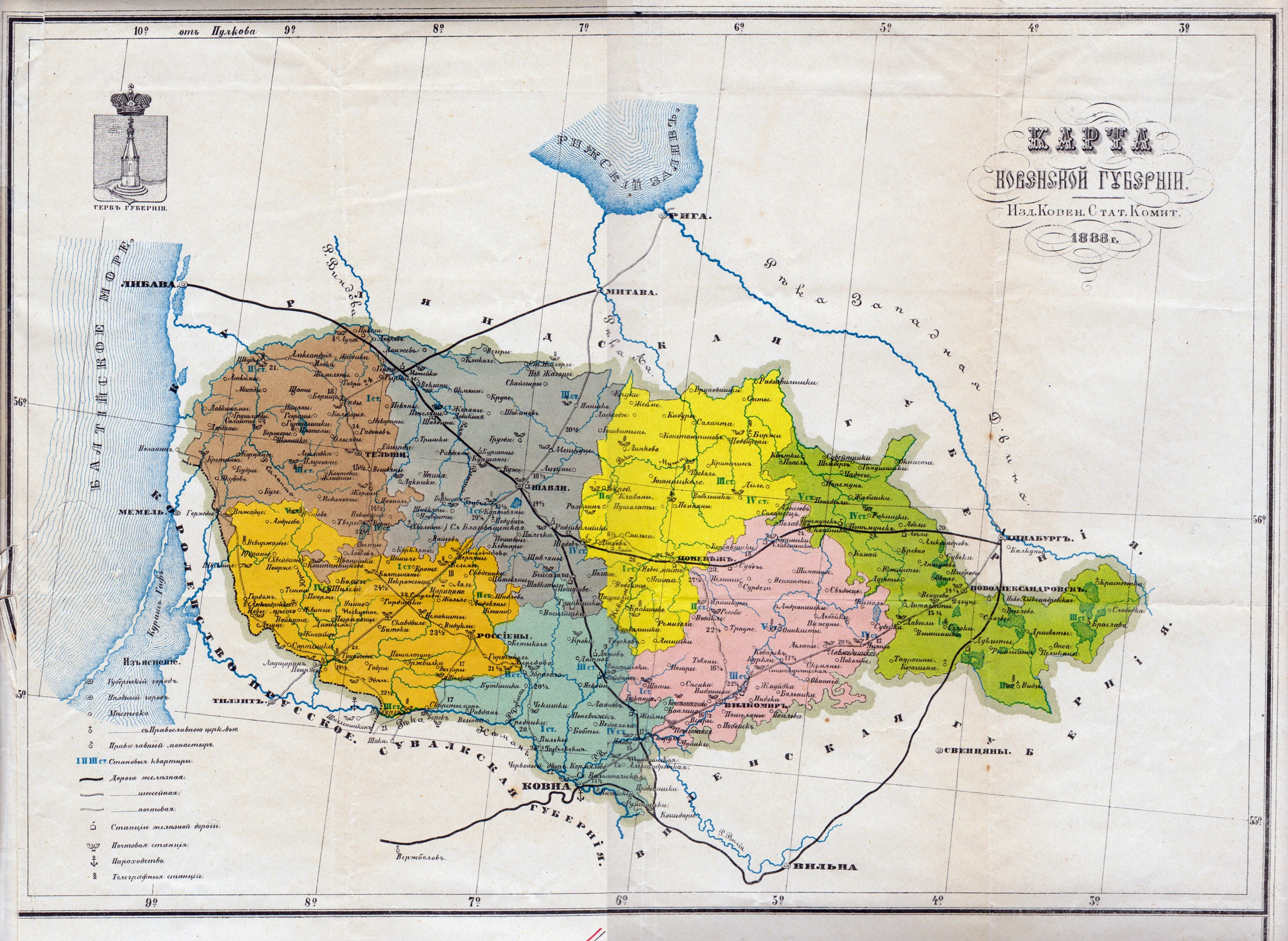
1888 – Polangen in Kurland
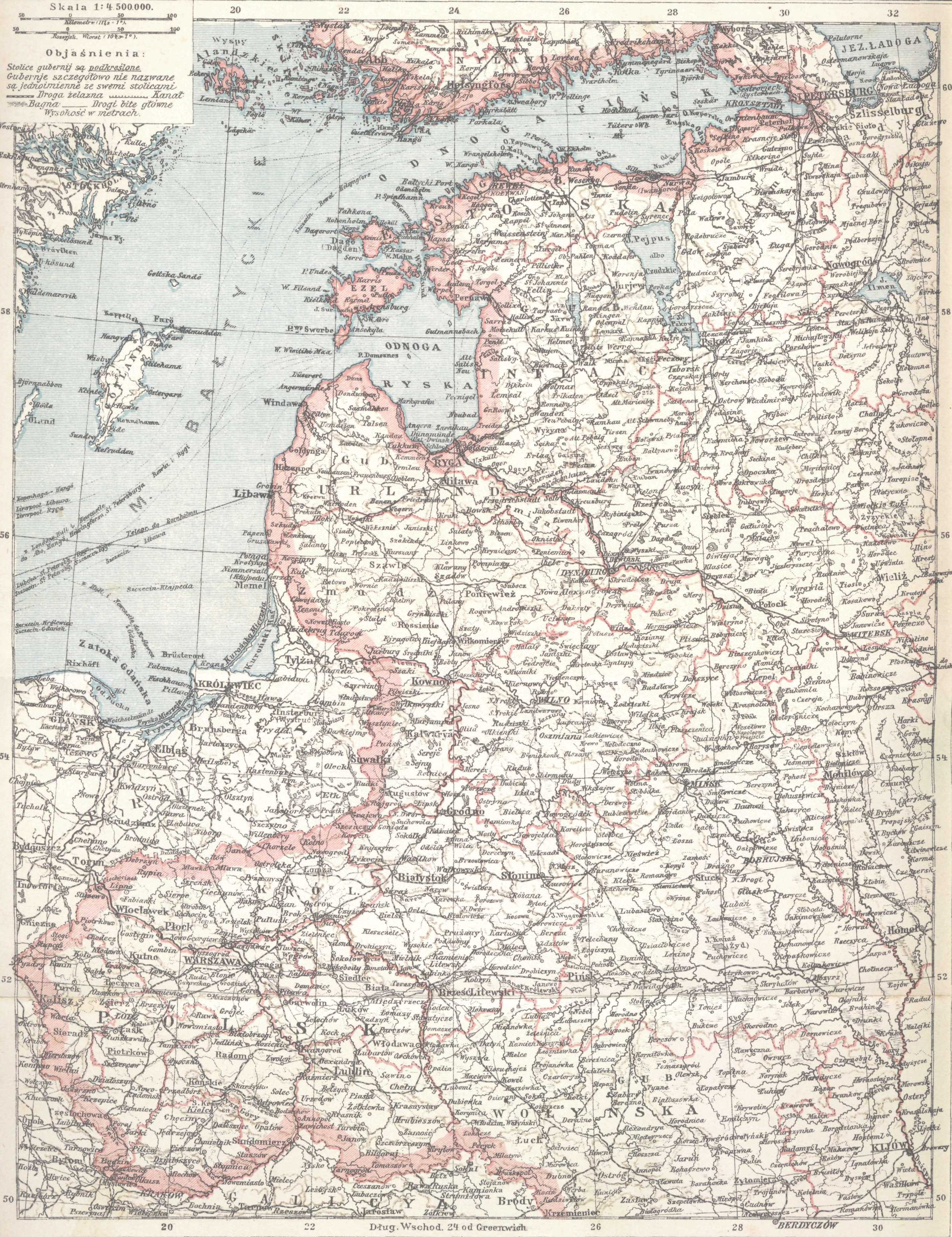
1902 – Polangen in Kurland
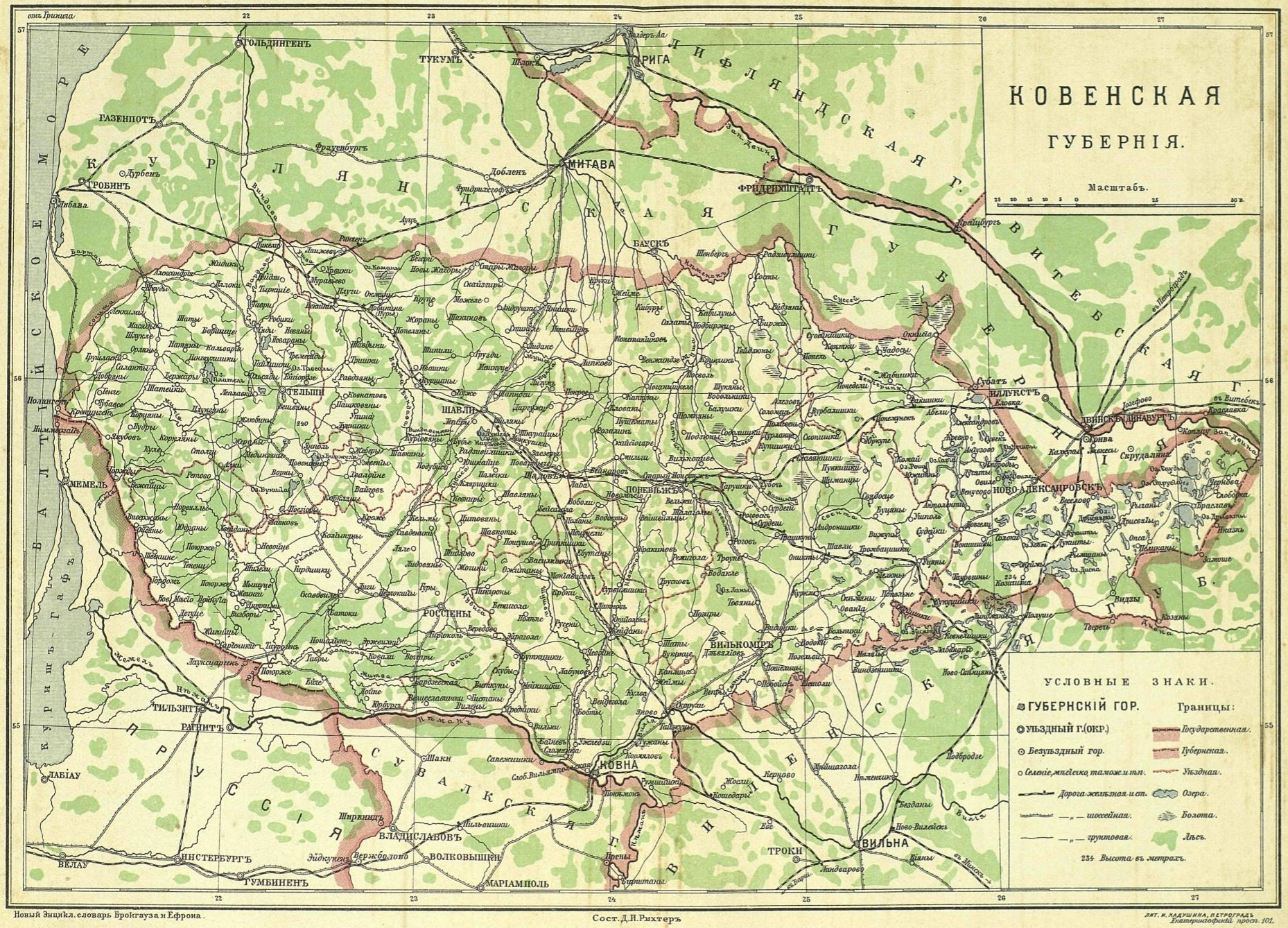
1910 – Polangen in Kurland
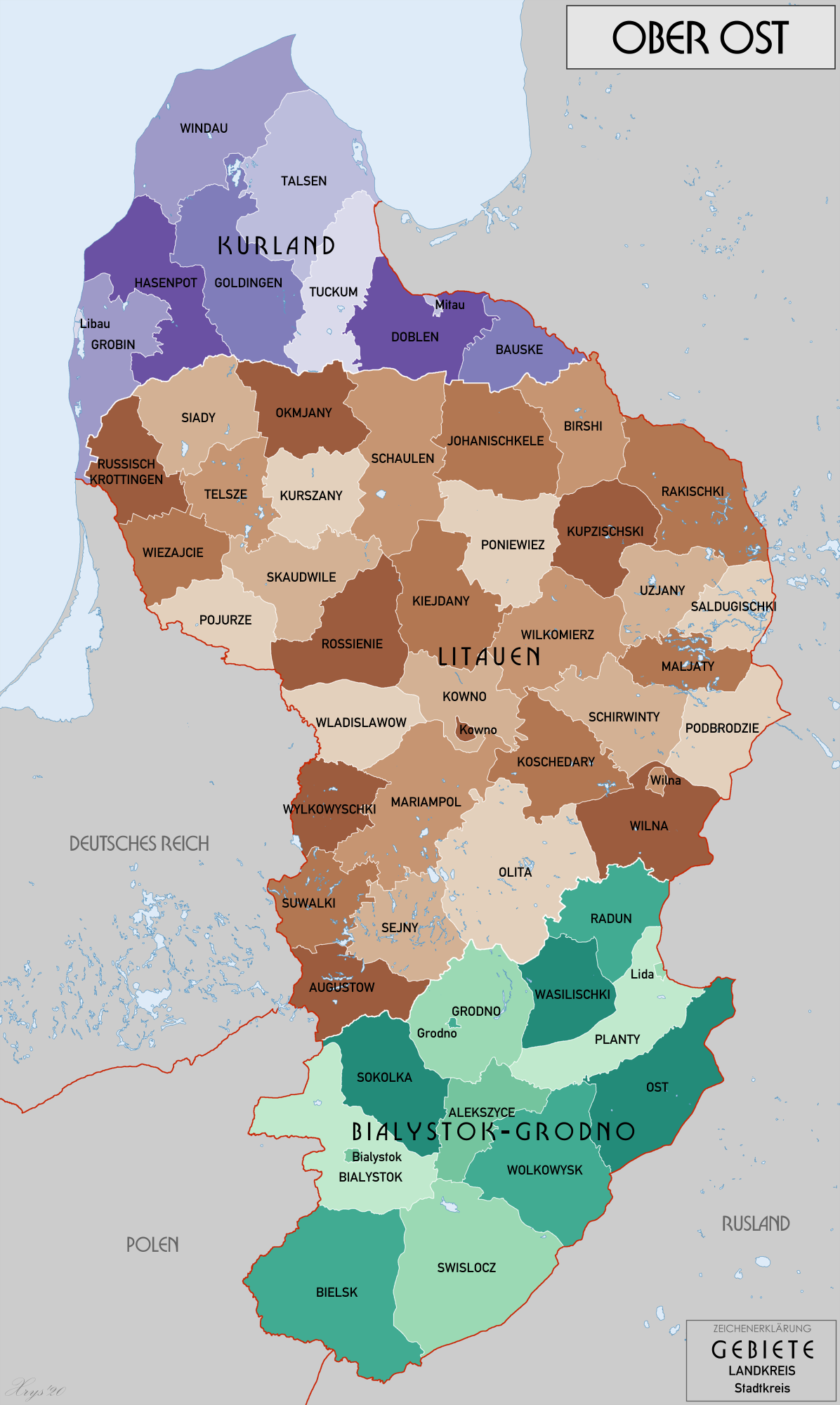
Karte von Ober Ost, 1. WK – Polangen in Kurland
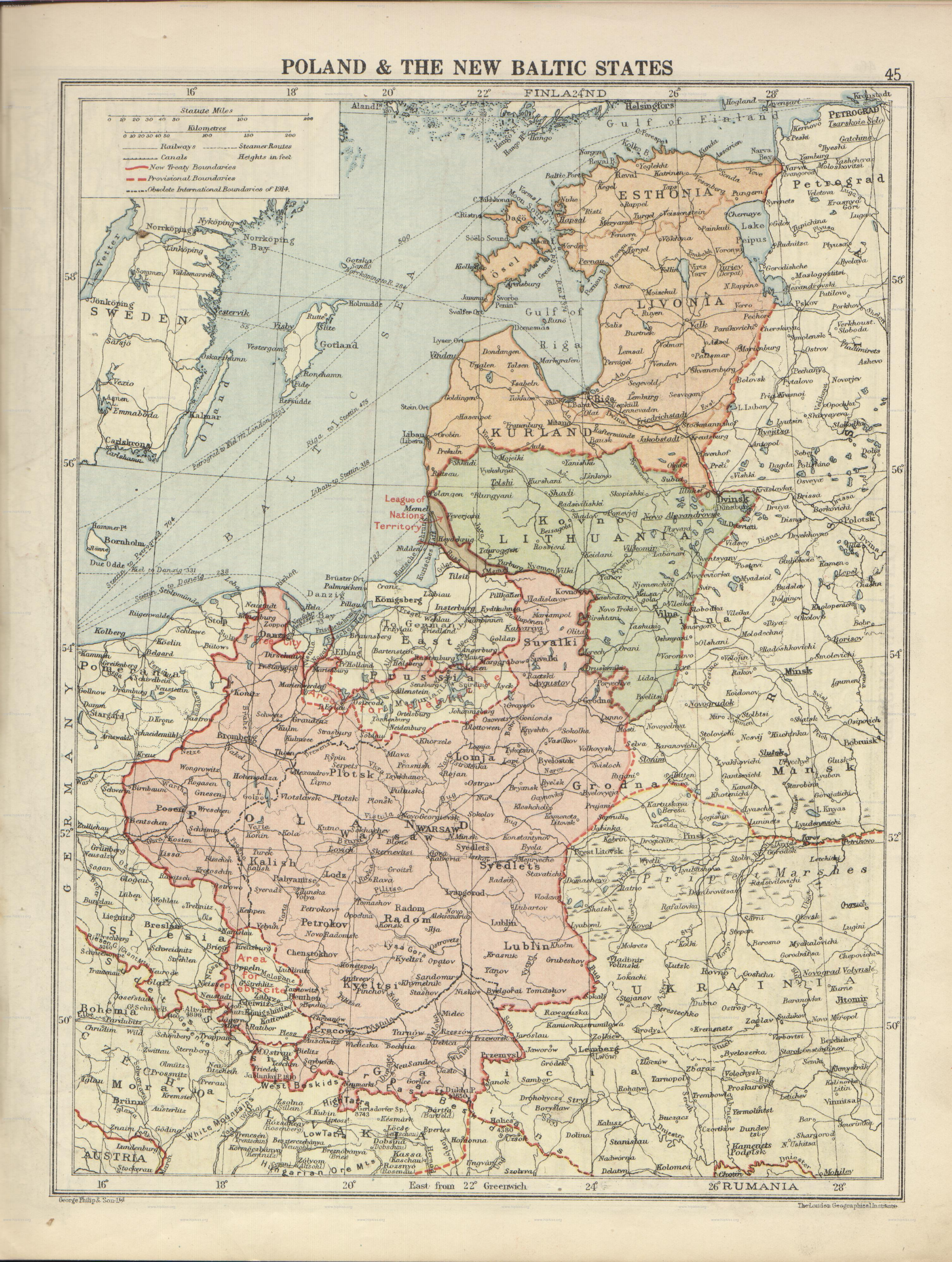
1920 map of Poland and the Balitcs – Polangen in Kurland
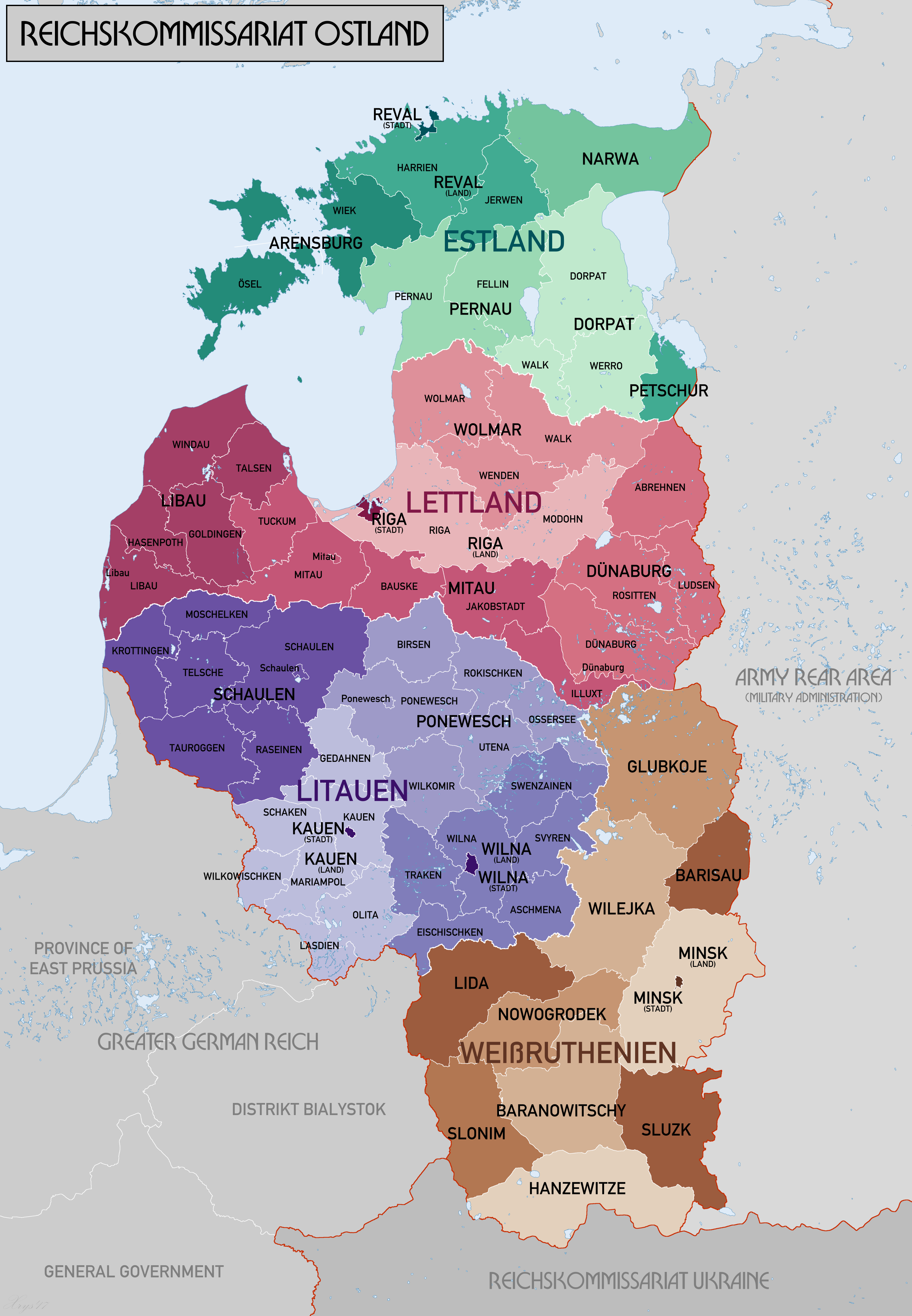
Karte des RK Ostland, 2. WK – Polangen im Generalbezirk Litauen, Kreis Krottingen
Stadtgemeinde Palanga in Litauen

## Bevölkerung
1923 gab es 4053 Einwohner:
| Nationalität | Anteil  | Anzahl |
| ------------ | ------- | ------ |
| Litauer      | 65,33 % | 2648   |
| Letten       | 18,6 %  | 754    |
| Juden        | 11,23 % | 455    |
| Deutsche     | 1,97 %  | 80     |
| Polen        | 1,73 %  | 70     |
| andere       | 1,13 %  | 46     |